# Handball-Trainer des Jahres (Dänemark)
Als Handballtrainer des Jahres (bzw. Trainer des Jahres, dänisch: Årets Trænere) wird in Dänemark jährlich der herausragende Handballtrainer einer Saison im Handball der Männer und der Frauen geehrt.
Die Trainer der Nationalmannschaften und der Ligavereine stimmen über die Ehrung ab.
| Jahr | Trainer Männer     | Verein                     | Trainer Frauen    | Verein                         |
| ---- | ------------------ | -------------------------- | ----------------- | ------------------------------ |
| 2014 | Morten Henriksen   | SønderjyskE                | Jan Leslie        | Randers HK                     |
| 2015 | Patrick Westerholm | HC Midtjylland             | Lars Frederiksen  | Team Esbjerg                   |
| 2016 | Patrick Westerholm | TTH Holstebro              | Pether Krautmeyer | TTH Holstebro                  |
| 2017 | Claus Uhrenholt    | Ribe-Esbjerg HH            | Claus Mogensen    | København Håndbold             |
| 2018 | Ian Marko Fog      | Nordsjælland Håndbold      | Jesper Jensen     | Team Esbjerg                   |
| 2019 | Stefan Madsen      | Aalborg Håndbold           | Jesper Jensen     | Team Esbjerg                   |
| 2020 | Stefan Madsen      | Aalborg Håndbold           | Jesper Jensen     | Team Esbjerg                   |
| 2021 | Stefan Madsen      | Aalborg Håndbold           | Dennis Bo Jensen  | ohne (bis dato Ajax København) |
| 2022 | Nick Rasmussen     | Skanderborg-Århus Håndbold | Jesper Jensen     | Team Esbjerg                   |
| 2023 | Nicolej Krickau    | GOG                        | Jesper Bangshøi   | Bjerringbro FH                 |

Ein Titel „Trainer des Jahres“ wird in Dänemark auch vom Team Danmark vergeben, damit wird ein Trainer geehrt, dessen Entwicklungsarbeit zu Ergebnissen auf hohem internationalen Niveau geführt hat. Diesen Titel erhielt für das Jahr 2021 der Handballtrainer Nikolaj Jacobsen.